# Neofleutiauxia mariejoseae
Neofleutiauxia mariejoseae is een keversoort uit de familie kniptorren (Elateridae). De wetenschappelijke naam van de soort werd voor het eerst geldig gepubliceerd in 1986 door Giuseppe Platia.